# Wapen van Dreumel

Dreumel

Het wapen van Dreumel toont het wapen van de voormalige gemeente Dreumel. Het wapen werd bevestigd volgens het Koninklijk Besluit van 13 september 1909. De omschrijving luidt:
"In goud een dubbele adelaar van keel, gewapend van azuur"

## Geschiedenis
Het wapen werd nieuw ontworpen, en is een verwijzing naar het familiewapen van het geslacht Van den Pol.
Het wapen is tegenwoordig nog zichtbaar als stalen versie bij de entree van het dorp Het wapen werd ook op de gemeentevlag gebruikt. De omschrijving luidt:
"geel met een rode dubbele adelaar, blauw gebekt en genageld; de middellijn van de adelaar geplaatst op de scheiding van broeking en vlucht en waarvan de afmetingen zich verhouden als 2:3"
De vlag werd met het besluit van de gemeenteraad op 27 augustus 1976 vastgelegd. Op 1 januari 1984 werd de gemeente opgeheven en toegevoegd aan de gemeente Wamel Er werden geen elementen van het wapen opgenomen in het wapen van Wamel. Op 1 juli 1985 werd de gemeentenaam gewijzigd in West Maas en Waal.